# 西峽龍屬
西峽龍屬（學名：Xixiasaurus）是傷齒龍科恐龍的一屬，化石發現於中國河南省西峽縣的馬家村組（Majiacun Formation），地質年代為白堊紀晚期的康尼亞克階與坎潘階的交界。
模式種是河南西峽龍（X. henanensis），是在2010年由中國地質科學院的呂君昌等人與河南地質博物館的數位科學家所敘述並命名。屬名與種名分別以發現地西峽縣與河南省為名。
正模標本（編號 41HIII-0201）是一具包含部分頭顱骨、下頜的前端、以及零碎的前肢骨頭的化石。頭顱骨有許多類似拜倫龍的特徵。上頜有 22 顆牙齒。根據呂君昌等人的親緣分支分類法研究，西峽龍是拜倫龍、烏爾巴克齒龍的近親。

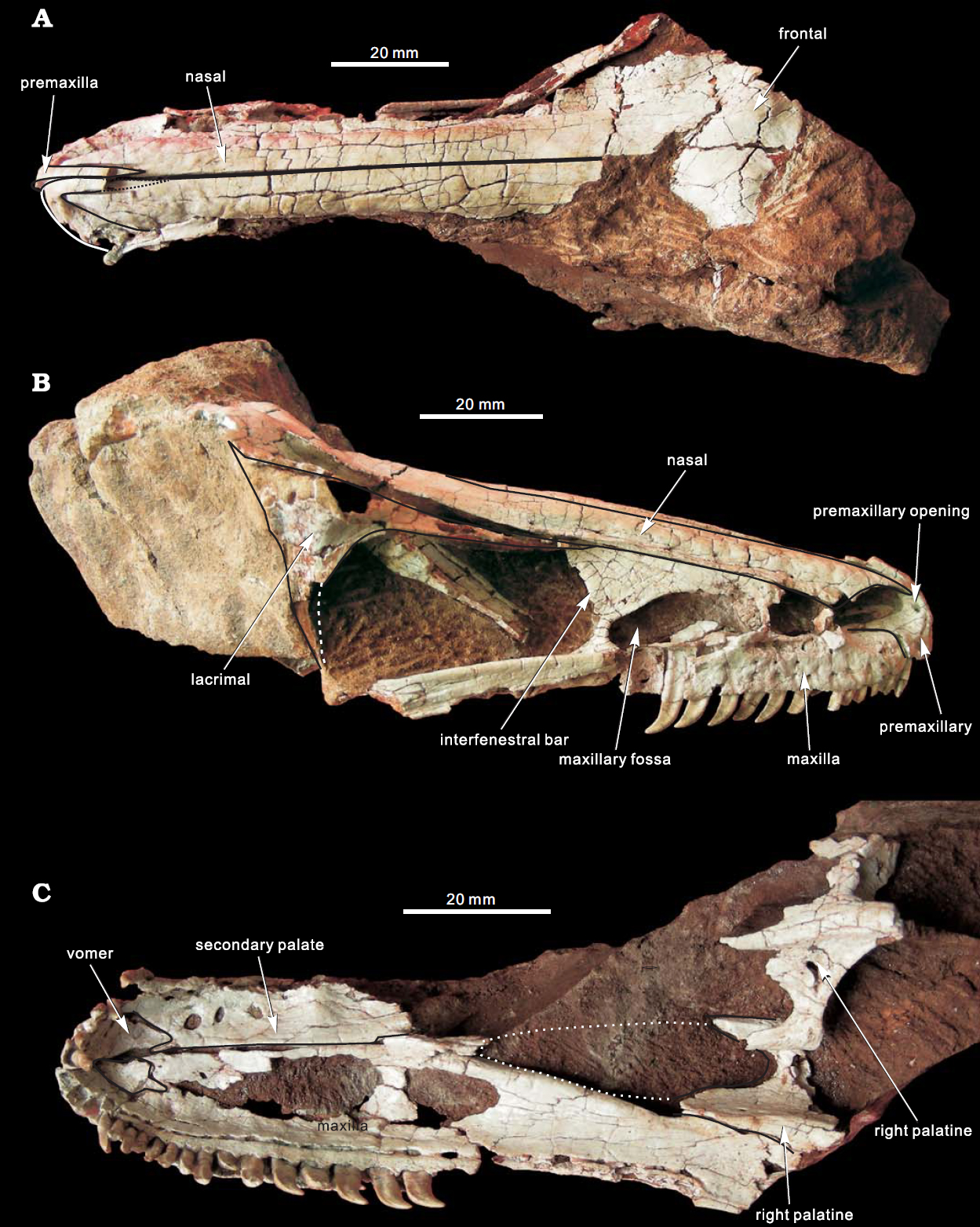
頭骨化石
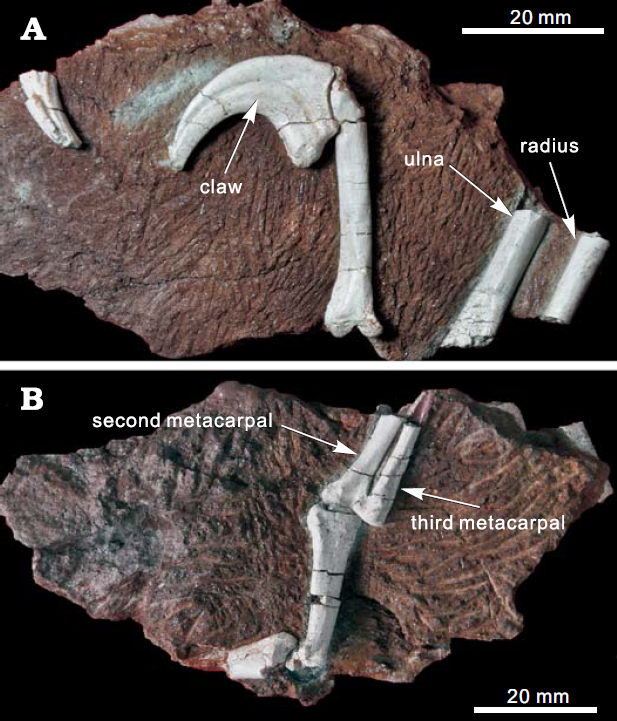
前肢化石